# Poesia metasemàntica
La poesia metasemàntica (del grec μετά "després" i σημαντικός "significant") és una tècnica literària teoritzada i utilitzada per Fosco Maraini en el seu poemari Gnòsi delle fànfole de 1978.

## Visió general
Mentre que la semàntica és aquella part de la lingüística que estudia el significat de les paraules (semàntica lèxica), dels conjunts de paraules, de les frases (semàntica frasal) i dels textos, la metasemàntica, en el sentit donat per Fosco Maraini, va més enllà del significat de paraules. Consisteix en l'ús, dins del text, de paraules sense significat, però amb un so familiar a la llengua a la qual s'inclouria el mateix text. Aquestes paraules han de seguir regles sintàctiques i ortogràfiques, en el cas de Fosco Maraini, la llengua italiana. Es poden atribuir significats més o menys arbitraris a aquestes paraules pel seu so i la seva posició dins el text.
Lewis Carroll també va utilitzar un llenguatge similar a aquesta tècnica, definit principalment com a nonsense al seu poema Jabberwocky publicat el 1871.
Altres exemples d'expressions proto-metasemàntiques en llengua anglesa es remunten a principis del segle XVI amb els sons onomatopeics típics del gibberish.
L'exemple més famós de poesia metasemàntica, en el sentit original del terme donat per Maraini, és el seu poema Il Lonfo. Se'l coneix sobretot per la recitació de Gigi Proietti l'any 2005, a la televisió, durant  la transmissió de Renzo Arbore (Speciale per me - meno siamo meglio stiamo / Especial per a mi - com menys som, millor som), així com per la seva recitació a l'episodi del 7 de febrer de 2007, el programa Parla con me (Talk to Me), dirigit a Rai 3 per Serena Dandini.